# همی‌پنیس

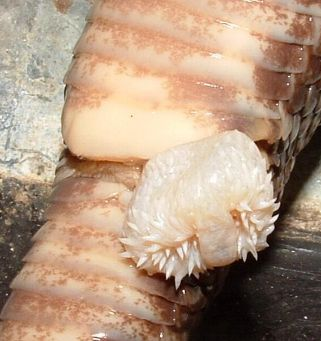
همی‌پنیس نعوظ شده از مار زنگی پشت الماسی شرقی.

همی‌پنیس یکی از دو جفت اندام‌های تناسلی در پولک‌داران نر (مارها، مارمولک‌ها، و مارمولک‌های کرمی) است. این اندام‌ها اغلب درون بدن به شکل آویزان باقی می‌مانند، تا در هنگام آمیزش جنسی و تولید مثل توسط بافت نعوظی بیرون آورده شوند؛ چیزی همانند آنچه در آلت تناسلی مرد رخ می‌دهد. در هر بار آمیزش، تنها یکی از دو همی‌پنیس مورد استفاده قرار می‌گیرد و شواهد نشان داده‌اند که نرها در هنگامی که فاصله زمانی میان نزدیکی‌ها کوتاه است، اقدام به جایگزینی مکرر همی‌پنیس مورد استفاده می‌کنند تا میزان اسپرم منتقل شده را بالا برند.